# Pseudopatellina
Pseudopatellina es un género de foraminífero bentónico de estatus incierto, aunque considerado perteneciente a la familia Spirillinidae, del suborden Spirillinina y del orden Robertinida. Su especie tipo es Pseudopatellina arthurcooperi. Su rango cronoestratigráfico abarca desde el Luteciense (Eoceno medio) hasta el Priaboniense (Eoceno superior).

## Clasificación
Pseudopatellina incluye a la siguiente especie:
- Pseudopatellina arthurcooperi †